# Natação no Campeonato Mundial de Esportes Aquáticos de 2024 - 100 m peito masculino

A prova dos 100 metros peito masculino da natação no Campeonato Mundial de Esportes Aquáticos de 2024 foi realizada nos dias 11 e 12 de fevereiro de 2024 em Doha, no Catar.

## Formato da competição
A competição consiste em três rodadas: eliminatórias, semifinais e final. Os nadadores com os 16 melhores tempos nas baterias preliminares avançam as semifinais. Já os nadadores com os 8 melhores tempos nas semifinais avançam a final. Desempates (swim-offs) são utilizados conforme necessário para quebrar os empates de avanço a próxima rodada.

## Cronograma
Todos os horários estão na hora local (UTC+3).
| Data            | Hora  | Evento        |
| --------------- | ----- | ------------- |
| 11 de fevereiro | 11:10 | Eliminatórias |
| 11 de fevereiro | 19:50 | Semifinais    |
| 12 de fevereiro | 19:02 | Final         |

## Recordes
Antes desta competição, os recordes mundiais e do campeonato nesta prova eram os seguintes:
| Tipo                  | Atleta     | Tempo  | Local   | Data                |
| --------------------- | ---------- | ------ | ------- | ------------------- |
|                       | Adam Peaty | 56s 88 | Gwangju | 21 de julho de 2019 |
| Recorde do campeonato | Adam Peaty | 56s 88 | Gwangju | 21 de julho de 2019 |

## Medalhistas
| Ouro                      | Prata                       | Bronze                    |
| Nic Fink · Estados Unidos | Nicolò Martinenghi · Itália | Adam Peaty · Grã-Bretanha |

## Resultados

### Eliminatórias
Esses foram os resultados das eliminatórias. A prova foi realizada no dia 11 de fevereiro com início às 11:10.
| Pos. | Bateria | Raia | Nadador                | Nacionalidade                   | Tempo   | Notas |
| ---- | ------- | ---- | ---------------------- | ------------------------------- | ------- | ----- |
| 1    | 8       | 4    | Nic Fink               | Estados Unidos                  | 59.19   | Q     |
| 2    | 6       | 4    | Nicolò Martinenghi     | Itália                          | 59.27   | Q     |
| 3    | 8       | 3    | Adam Peaty             | Grã-Bretanha                    | 59.34   | Q     |
| 4    | 6       | 3    | Caspar Corbeau         | Países Baixos                   | 59.38   | Q     |
| 5    | 8       | 5    | Lucas Matzerath        | Alemanha                        | 59.43   | Q     |
| 6    | 6       | 2    | Jake Foster            | Estados Unidos                  | 59.61   | Q     |
| 6    | 7       | 4    | Arno Kamminga          | Países Baixos                   | 59.61   | Q     |
| 8    | 7       | 5    | Melvin Imoudu          | Alemanha                        | 59.72   | Q     |
| 9    | 6       | 1    | Ilya Shymanovich       | Atletas Independentes Neutros   | 59.81   | Q     |
| 9    | 7       | 3    | Sam Williamson         | Austrália                       | 59.81   | Q     |
| 11   | 7       | 2    | Andrius Šidlauskas     | Lituânia                        | 59.84   | Q     |
| 12   | 8       | 6    | Ludovico Viberti       | Itália                          | 59.86   | Q     |
| 13   | 7       | 7    | Dong Zhihao            | China                           | 59.97   | Q     |
| 14   | 8       | 2    | Choi Dong-yeol         | Coreia do Sul                   | 1:00.15 | Q     |
| 15   | 6       | 5    | Berkay Ömer Öğretir    | Turquia                         | 1:00.27 | Q     |
| 16   | 7       | 6    | Denis Petrashov        | Quirguistão                     | 1:00.47 | Q     |
| 17   | 6       | 6    | James Wilby            | Grã-Bretanha                    | 1:00.49 |       |
| 18   | 8       | 7    | Bernhard Reitshammer   | Áustria                         | 1:00.50 |       |
| 19   | 8       | 8    | Matti Mattsson         | Finlândia                       | 1:00.57 |       |
| 20   | 7       | 1    | Darragh Greene         | Irlanda                         | 1:00.70 |       |
| 21   | 6       | 0    | Maksym Ovchinnikov     | Ucrânia                         | 1:00.72 |       |
| 22   | 6       | 7    | Jan Kałusowski         | Polónia                         | 1:00.74 |       |
| 23   | 6       | 8    | James Dergousoff       | Canadá                          | 1:00.77 |       |
| 24   | 5       | 7    | Peter John Stevens     | Eslovênia                       | 1:00.87 |       |
| 25   | 8       | 1    | Miguel de Lara         | México                          | 1:00.88 |       |
| 26   | 8       | 0    | Jérémy Desplanches     | Suíça                           | 1:00.90 |       |
| 27   | 6       | 9    | Carles Coll Martí      | Espanha                         | 1:01.50 |       |
| 28   | 5       | 5    | Matthew Randle         | África do Sul                   | 1:01.80 |       |
| 29   | 5       | 3    | Francisco Robalo       | Portugal                        | 1:01.83 |       |
| 30   | 4       | 2    | Alexandre Grand'Pierre | Haiti                           | 1:01.85 |       |
| 31   | 8       | 9    | Tonislav Sabev         | Bulgária                        | 1:01.95 |       |
| 32   | 5       | 8    | Xavier Ruiz            | Porto Rico                      | 1:02.05 |       |
| 33   | 5       | 4    | Ronan Wantenaar        | Namíbia                         | 1:02.09 |       |
| 34   | 7       | 9    | Vojtěch Netrh          | Chéquia                         | 1:02.13 |       |
| 35   | 4       | 6    | Adam Chillingworth     | Hong Kong                       | 1:02.44 |       |
| 35   | 7       | 8    | Jorge Murillo          | Colômbia                        | 1:02.44 |       |
| 37   | 5       | 6    | Arsen Kozhakhmetov     | Cazaquistão                     | 1:02.53 |       |
| 38   | 5       | 9    | Jadon Wuilliez         | Antilhas Holandesas             | 1:02.54 |       |
| 39   | 5       | 1    | Julio Horrego          | Honduras                        | 1:02.64 |       |
| 40   | 7       | 0    | Phạm Thanh Bảo         | Vietname                        | 1:02.94 |       |
| 41   | 4       | 3    | Likhith Selvaraj       | Índia                           | 1:02.96 |       |
| 42   | 3       | 7    | Patrick Pelegrina      | Andorra                         | 1:03.08 |       |
| 43   | 4       | 8    | Panayiotis Panaretos   | Chipre                          | 1:03.35 |       |
| 44   | 5       | 0    | Chao Man Hou           | Macau                           | 1:03.40 |       |
| 45   | 3       | 5    | Adrian Robinson        | Botswana                        | 1:03.42 |       |
| 46   | 4       | 5    | Muhammad Raharjo       | Indonésia                       | 1:03.46 |       |
| 47   | 3       | 4    | Denis Svet             | Moldávia                        | 1:03.62 |       |
| 48   | 5       | 2    | Amro Al-Wir            | Jordânia                        | 1:03.72 |       |
| 49   | 4       | 1    | Daniils Bobrovs        | Letônia                         | 1:03.85 |       |
| 50   | 3       | 3    | Vicente Villanueva     | Chile                           | 1:03.91 |       |
| 51   | 3       | 6    | Giacomo Casadei        | San Marino                      | 1:04.11 |       |
| 52   | 4       | 0    | Tasi Limtiaco          | Estados Federados da Micronésia | 1:04.16 |       |
| 53   | 3       | 0    | Jacob Story            | Ilhas Cook                      | 1:04.32 |       |
| 54   | 2       | 6    | Abobakr Abass          | Sudão                           | 1:04.40 |       |
| 55   | 1       | 6    | Munzer Kabbara         | Líbano                          | 1:04.54 |       |
| 56   | 4       | 4    | Tomas Peribonio        | Equador                         | 1:04.74 |       |
| 57   | 2       | 4    | Matthew Lawrence       | Moçambique                      | 1:04.75 |       |
| 58   | 3       | 8    | Ashot Chakhoyan        | Armênia                         | 1:04.92 |       |
| 59   | 4       | 7    | Jonathan Raharvel      | Madagáscar                      | 1:05.08 |       |
| 60   | 3       | 1    | Luis Weekes            | Barbados                        | 1:06.27 |       |
| 61   | 2       | 5    | Jonathan Chung         | Ilhas Maurícias                 | 1:06.31 |       |
| 62   | 3       | 9    | Saud Ghali             | Bahrein                         | 1:07.19 |       |
| 63   | 2       | 1    | Omar Al-Hammadi        | Emirados Árabes Unidos          | 1:08.23 |       |
| 64   | 1       | 5    | Thomas Chen            | Papua-Nova Guiné                | 1:08.39 |       |
| 65   | 2       | 7    | Osama Trabulsi         | Síria                           | 1:08.62 |       |
| 66   | 2       | 2    | Jayden Loran           | Curaçau                         | 1:08.70 |       |
| 67   | 3       | 2    | Roberto Bonilla        | Guatemala                       | 1:09.46 |       |
| 68   | 2       | 0    | Ghaith Hussein         | Iraque                          | 1:10.28 |       |
| 69   | 2       | 8    | Chadd Ng               | Essuatíni                       | 1:10.55 |       |
| 70   | 1       | 8    | Fahim Anwari           | Afeganistão                     | 1:10.86 |       |
| 71   | 1       | 1    | Sébastien Kouma        | Mali                            | 1:14.39 |       |
| 72   | 1       | 0    | Mubal Azzam Ibrahim    | Maldivas                        | 1:14.58 |       |
| 73   | 1       | 3    | Fodé Camara            | Guiné                           | 1:16.17 |       |
| 74   | 2       | 9    | Jion Hosei             | Palau                           | 1:16.30 |       |
| –    | 1       | 4    | Rashed Al-Tarmoom      | Kuwait                          | DNS     | DNS   |
| –    | 1       | 7    | Jainny Pinto           | São Tomé e Príncipe             | DNS     | DNS   |
| –    | 2       | 3    | Micah Masei            | Samoa Americana                 | DNS     | DNS   |
| –    | 4       | 9    | Abdul Aziz Al-Obaidly  | Catar                           | DNS     | DNS   |
| –    | 1       | 2    | Damien Shamambo        | Zâmbia                          | DSQ     | DSQ   |

### Semifinais
Esses foram os resultados das semifinais. A prova foi realizada no dia 11 de fevereiro com início às 19:50.
| Pos. | Bateria | Raia | Nadador             | Nacionalidade                 | Tempo   | Notas |
| ---- | ------- | ---- | ------------------- | ----------------------------- | ------- | ----- |
| 1    | 2       | 5    | Adam Peaty          | Grã-Bretanha                  | 58.60   | Q     |
| 2    | 2       | 4    | Nic Fink            | Estados Unidos                | 58.73   | Q     |
| 3    | 2       | 6    | Arno Kamminga       | Países Baixos                 | 58.87   | Q     |
| 4    | 1       | 4    | Nicolò Martinenghi  | Itália                        | 59.13   | Q     |
| 5    | 2       | 3    | Lucas Matzerath     | Alemanha                      | 59.30   | Q     |
| 6    | 1       | 5    | Caspar Corbeau      | Países Baixos                 | 59.33   | Q     |
| 7    | 1       | 2    | Sam Williamson      | Austrália                     | 59.35   | Q     |
| 8    | 2       | 2    | Ilya Shymanovich    | Atletas Independentes Neutros | 59.40   | Q     |
| 9    | 1       | 3    | Jake Foster         | Estados Unidos                | 59.48   |       |
| 10   | 1       | 7    | Ludovico Viberti    | Itália                        | 59.61   |       |
| 11   | 1       | 1    | Choi Dong-yeol      | Coreia do Sul                 | 59.74   |       |
| 12   | 2       | 7    | Andrius Šidlauskas  | Lituânia                      | 59.79   |       |
| 13   | 1       | 8    | Denis Petrashov     | Quirguistão                   | 59.82   |       |
| 14   | 1       | 6    | Melvin Imoudu       | Alemanha                      | 1:00.08 |       |
| 15   | 2       | 8    | Berkay Ömer Öğretir | Turquia                       | 1:00.18 |       |
| 16   | 2       | 1    | Dong Zhihao         | China                         | 1:00.45 |       |

### Final
A final foi realizada em 12 de fevereiro às 19:02.
| Pos.              | Raia | Nadador            | Nacionalidade                 | Tempo | Notas |
| ----------------- | ---- | ------------------ | ----------------------------- | ----- | ----- |
| Medalha de ouro   | 5    | Nic Fink           | Estados Unidos                | 58.57 |       |
| Medalha de prata  | 6    | Nicolò Martinenghi | Itália                        | 58.84 |       |
| Medalha de bronze | 4    | Adam Peaty         | Grã-Bretanha                  | 59.10 |       |
| 4                 | 1    | Sam Williamson     | Austrália                     | 59.21 |       |
| 5                 | 3    | Arno Kamminga      | Países Baixos                 | 59.22 |       |
| 6                 | 8    | Ilya Shymanovich   | Atletas Independentes Neutros | 59.35 |       |
| 7                 | 2    | Lucas Matzerath    | Alemanha                      | 59.37 |       |
| 7                 | 7    | Caspar Corbeau     | Países Baixos                 | 59.37 |       |

Legenda
| Recorde mundial       | Recorde mundial (World record)               |                       | Recorde africano                      | Recorde africano (African) |                                           | Q | Classificado por posição (Qualified) |
| Recorde do campeonato | Recorde do campeonato (Championship record)  | Recorde da América    | Recorde da América (Americas)         | q                          | Classificado por melhor tempo (Qualified) |   |                                      |
| Melhor marca do ano   | Melhor marca do ano (World leading)          | Recorde asiático      | Recorde asiático (Asian)              | DNS                        | Não largou (Did not start)                |   |                                      |
| Recorde nacional      | Recorde nacional (National record)           | Recorde europeu       | Recorde europeu (European)            | DNF                        | Não terminou (Did not finish)             |   |                                      |
| Recorde pessoal       | Recorde pessoal do atleta (Personal best)    | Recorde da Oceania    | Recorde da Oceania (Oceania)          | DSQ / DQ                   | Desclassificado (Disqualified)            |   |                                      |
| Recorde da temporada  | Recorde da temporada do atleta (Season best) | Recorde sul-americano | Recorde sul-americano (South America) | NM                         | Sem marca (No mark)                       |   |                                      |